# Кіра (ірландське ім'я)
Кі́ра (англ. Keira) — жіноче особове ім'я. Є англізованою версією імені святої VII століття — Ciara. В перекладі з ірландської означає «темноволоса» (англ. dark haired).. Його слід відрізняти від омонімічного християнського імені Кіра, яке має персько-грецьке походження.

## Відомі носійки
- Кіра Волш[en]  (нар. 1997), англійська футболістка
- Кіра Найтлі (нар. 1985) — англійська акторка
- Keira Hewatch (нар. 1985), нігерійська акторка
- Кіра Луччесі[en] (нар. 1989), шотландська акторка
- Кіра Маклафлін[en] (нар. 2000), канадська керлінгістка
- Кіра Рамшоу[en] (нар. 1994), англійська футболістка
- Кіра Робінсон[en] (нар. 1994), американська баскетболістка
- Кьяра Ірландська[en], абатиса 7-го століття, католицька свята

Вигадані персонажки:
- Keira, протагоністка анімованого GGI фільму 2012 року Barbie: The Princess and The Popstar
- Keira, супроводжуюча персонажка у серії Jak and Daxter.

## Також
- Keira — виборчий округ у Новому Південному Вельсі